# B 원자로

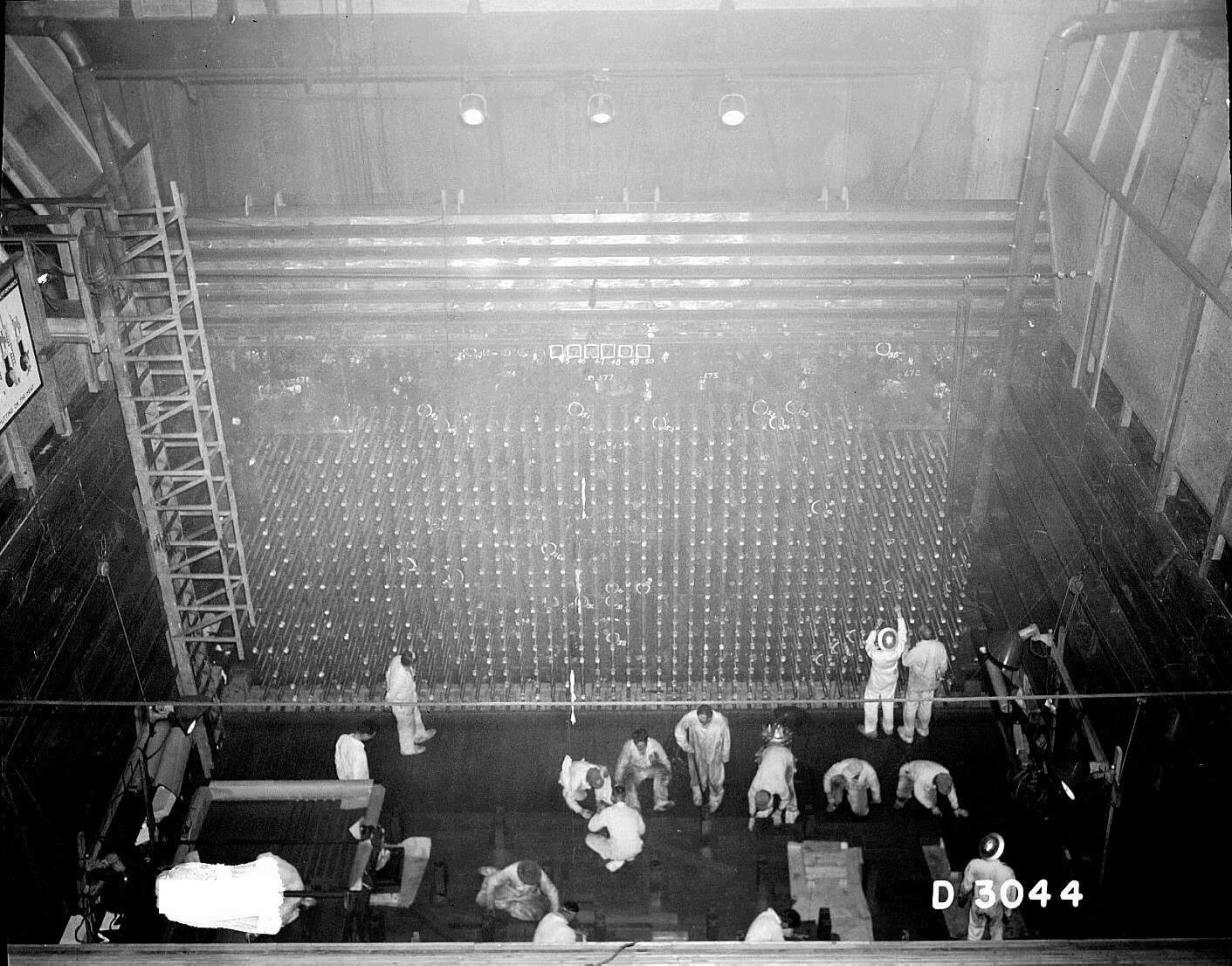
건설 중인 B 원자로 모습

B 원자로(B Reactor)는 워싱턴주 리칠랜드 (워싱턴주) 근처 핸퍼드 사이트에 있는 원자로이며, 지금까지 건설된 최초의 대규모 원자로였다. 이 프로젝트는 제2차 세계 대전 당시 미국의 핵무기 개발 프로그램인 맨해튼 계획의 핵심 부분이었다. 목적은 중성자 활성화를 통해 천연(동위원소 농축이 아닌) 우라늄 금속을 플루토늄-239로 변환하는 것이었다. 플루토늄은 우라늄을 무기급으로 동위원소 농축하는 것보다 핵무기에 사용하기 위해 사용후 연료 집합체에서 화학적으로 분리하는 것이 더 간단하기 때문이다. B 원자로는 금속 천연 우라늄, 흑연 조절 및 수냉식 연료를 사용했다. 이는 2008년 8월 19일부터 미국 국립역사기념물로 지정되었으며, 2011년 7월 국립공원관리청은 B 원자로를 맨해튼 프로젝트를 기념하는 맨해튼 프로젝트 국립역사공원에 포함시킬 것을 권고했다. 방문객들은 사전 예약을 통해 원자로를 견학할 수 있다.